# Dolmens de Coëtby
Les dolmens de Coëtby (Coëby) sont un groupe de neuf dolmens situés sur la commune de Trédion, dans le Morbihan en France.

## Dolmen n° I

### Localisation
Le mégalithe est situé en proximité immédiatement à l'ouest de la route départementale RD766, dans la forêt domaniale de Coëby, en Trédion mais à la limite des communes de Le Cours et Saint-Guyomard. Il se trouve à environ 470 m à vol d'oiseau au sud du hameau de La Ville-au-Vent (Saint-Guyomard) et 870 m au nord-est du hameau de Coëby (Trédion).

### Description
Ce monument est un dolmen à couloir comptant une unique chambre funéraire d'environ 20 m2 de surface au sol, dont le sol est en partie couvert d'une grande dalle. Le mégalithe était constitué de grandes orthostates de 1,5 à 2 m de hauteur.

### Historique
Le monument date du Néolithique.
Le dolmen est classé au titre des monuments historiques par arrêté du 25 août 1966.